# Jason McCartney
Jason McCartney (Honolulu, 3 september 1973) is een Amerikaans voormalig wielrenner.

## Belangrijkste overwinningen
2004
- 5e etappe Ronde van Georgia

2007
- 14e etappe Ronde van Spanje

2012
- 6e etappe Ronde van Portugal

## Resultaten in voornaamste wedstrijden
| Jaar | Ronde van Italië | Ronde van Frankrijk | Ronde van Spanje |
| ---- | ---------------- | ------------------- | ---------------- |
| 2005 | 138e             |                     |                  |
| 2006 | 135e             |                     |                  |
| 2007 |                  |                     | 76e (1)          |
| 2008 | 95e              |                     |                  |
| 2009 | 63e              |                     |                  |

| Jaar |  | WK op de weg |  | Wereldranglijsten |
| ---- |  | ------------ |  | ----------------- |
| 2005 |  |              |  |                   |
| 2006 |  |              |  |                   |
| 2007 |  |              |  | 132e (UPT)        |
| 2008 |  |              |  |                   |
| 2009 |  | 98e          |  |                   |

Armstrong (tot 31/07) ·
Azevedo ·
Barry ·
Beltrán · 
Beppu ·
Bileka · 
Brajkovič ·
Creed ·
Cruz ·
Danielson ·
Devolder ·
Hammond ·
Hesjedal ·
Hincapie ·
Hoste · 
Jekimov   · 
Joachim ·
McCartney ·
McCarty ·
Michajlov · 
Noval ·
Padrnos ·
Popovytsj · 
Roulston ·
Rubiera ·
Savoldelli ·
Van den Broeck ·
van Heeswijk
Azevedo ·
Barry ·
Beltrán · 
Beppu ·
Bileka · 
Brajkovič ·
Danielson ·
Devolder ·
Goesev ·
Hammond ·
Hincapie ·
Hoste · 
Jekimov   ·
Joachim ·
Lowe · 
Martínez ·
McCartney ·
Michajlov · 
Noval ·
Padrnos ·
Popovytsj · 
Rubiera ·
Savoldelli ·
Smith ·
Van den Broeck ·
Van Goolen ·
van Heeswijk ·
White
Basso (tot 30/04) · 
Beppu ·
Bileka · 
Brajkovič ·
Contador ·
Cruz ·
Cummings ·
Danielson ·
Davis ·
Devine ·
Devolder ·
Fuyu ·
Goesev ·
Hincapie · 
Leipheimer ·
Lowe · 
Martínez ·
McCartney ·
Meersman ·
Murn · 
Noval ·
Padrnos ·
Paulinho ·
Popovytsj · 
Rubiera ·
Vaitkus ·
Vandborg ·
Van Goolen ·
White (tot 15/08)
Arvesen ·
Bak ·
Blaudzun · 
Bøchman ·
Breschel ·
Cancellara     ·
Cuesta ·
Goss ·
Haedo ·
Hoestov ·
Johansen (tot 30/04) ·
Julich ·
Klostergaard ·
Kolobnev ·
Kroon ·
Larsson ·
Ljungqvist ·
Lund ·
McCartney ·
McGee · 
O'Grady ·
Sastre ·
A. Schleck ·
F. Schleck ·
C. A. Sørensen ·
N. Sørensen · 
Steensen ·
Van Goolen ·
Voigt ·
Bellis (stagiair) ·
Didier (stagiair) · 
Fuglsang (stagiair)
Arvesen ·
Bak ·
Bellis · 
Bøchman ·
Breschel ·
Cancellara     ·
Fuglsang ·
Goss ·
Haedo ·
Høj ·
Klemme ·
Klostergaard ·
Kolobnev ·
Kroon ·
Larsson ·
Ljungqvist ·
Lund ·
McCartney ·
Mørkøv · 
O'Grady ·
Rasmussen ·
A. Schleck ·
F. Schleck ·
C. A. Sørensen ·
N. Sørensen · 
Steensen ·
Van Goolen ·
Voigt
Armstrong ·
Beppu ·
Bewley ·
Brajkovič ·
Busche ·
Hermans ·
Horner ·
Impey ·
Irizar ·
Fuyu (tot 30/04) ·
Klöden ·
Leipheimer ·
Lequatre ·
Machado · 
McCartney ·
Moeravjov ·
Paulinho ·
Popovytsj ·
Rast ·
Rosseler ·
Rovny ·
Rubiera ·
Selander ·
Steegmans ·
Vaitkus ·   
Zubeldia ·
Avery (stagiair) ·
Phinney (stagiair) ·
Sergent (stagiair) 
Armstrong (tot 16/02) ·
Beppu ·
Bewley ·
Brajkovič ·
Busche ·
Cardoso ·
Deignan ·
Hermans ·
Horner ·
Hunter ·
Irizar ·
King ·
Klöden ·
Kwiatkowski ·
Leipheimer ·
Lequatre ·
Machado · 
McCartney ·
McEwen ·
Moeravjov ·
Oliveira ·
Paulinho ·
Popovytsj ·
Rast ·
Rosseler ·
Rovny ·
Selander ·
Sergent ·
Zubeldia ·
Bennett (stagiair) ·
Parker (stagiair) ·
Sjaloenov (stagiair) 